# Gilowice (Pszczyna)
Pour les articles homonymes, voir Gilowice.
Gilowice est une localité polonaise de la gmina de Miedźna, située dans le powiat de Pszczyna en voïvodie de Silésie.